# Orazio Gentileschi
Orazio Lomi de Gentileschi (Pisa; 1563-Londres; 1639) fue un pintor italiano. Nacido en Toscana, empezó su carrera en Roma, pintando en un estilo manierista, consistiendo la mayoría de su trabajo en pintar figuras dentro de los esquemas decorativos de otros artistas. Después de 1600, se mantuvo bajo la influencia del estilo más naturalista de Caravaggio; si bien dentro de una corrección estética. Recibió comisiones importantes en Fabriano y Génova antes de mudarse a París a la corte de María de Médici. Pasó los últimos años de su vida en la corte de Carlos I de Inglaterra, para la cual creó grandes pinturas de un estilo al gusto internacional, de personajes lujosamente vestidos que se mueven de manera declamatoria. Fue el padre de la pintora Artemisia Gentileschi.

## Biografía
Nació en Toscana, hijo de Giovanni Battista Lomi, un orfebre florentino emigrado a Pisa, y fue bautizado el 9 de julio de 1563 en Pisa. Después tomó el nombre Gentileschi de su tío, con quien vivió después de mudarse a Roma en 1576 o 1578.

### Primeros años en Roma
La mayor parte del trabajo inicial de Gentileschi en Roma fueron colaboraciones sobre la naturaleza. Pintó las figuras para los paisajes de Agostino Tassi en el Palacio Pallavicini-Rospigliosi, y posiblemente en el gran salón del Palacio del Quirinal, aunque algunas autoridades se las atribuyen a Giovanni Lanfranco. Trabajó también en las iglesias de Santa María la Mayor, San Nicola in Carcere, Santa Maria della Pace y San Juan de Letrán.

### Influencia de Caravaggio

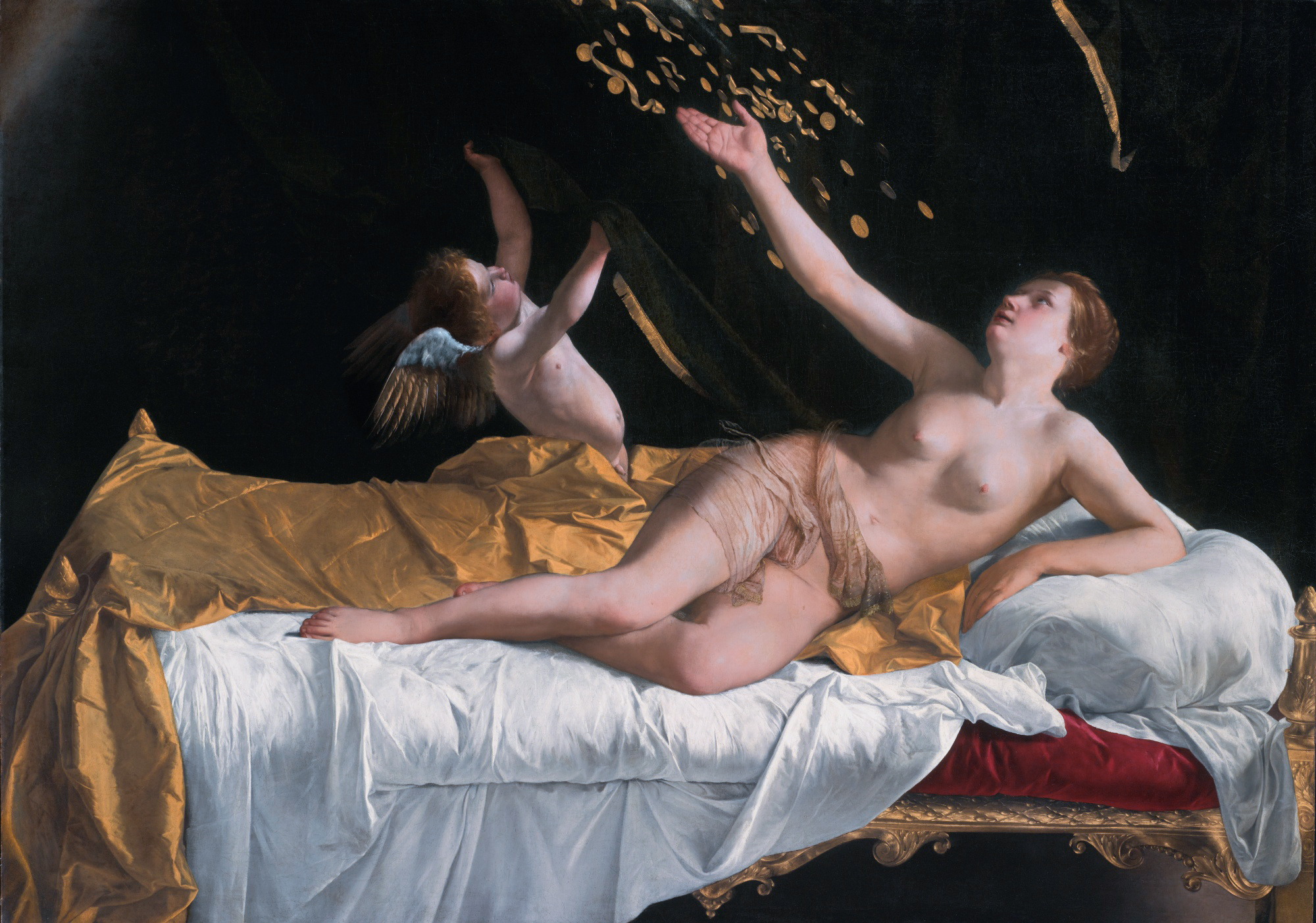
Danaë por Orazio Gentileschi (Getty Center, Los Ángeles).

Alrededor de 1600, su estilo fue transformado por su contacto con Caravaggio, quien estaba en Roma en ese entonces. A finales de agosto en 1603, Giovanni Baglione presentó una demanda por difamación contra Caravaggio, Gentileschi, Ottavio Leoni y Filipo Trisegni en relación con algunos poemas poco halagadores que circularon entre la comunidad artística de Roma durante el verano anterior. El testimonio de Caravaggio durante el juicio de acuerdo a los registros en los documentos de la corte, es una de las pocas visiones de sus pensamientos acerca del arte y sus contemporáneos.
Después de la huida de Caravaggio de Roma, Gentileschi desarrolló un lirismo toscano más personal, caracterizado por colores más claros y precisión en los detalles, reminiscente de sus comienzos manieristas.
En 1611 colaboró con Tassi nuevamente en trabajos que incluyen la decoración del Casino delle Muse. Sin embargo, su asociación terminó debido a una disputa sobre dinero. En 1612 fue llamado al Tribunal de Roma, en esta ocasión para declarar contra Tassi, quien estaba acusado de haber violado a su hija Artemisia, quien luego sería una pintora de éxito. Este proceso judicial causó sensación en la ciudad, y hay quien considera que perjudicó profesionalmente a Gentileschi, dado que Tassi tenía amistades influyentes entre artistas y patronos.  
Los detalles de sus prácticas en su estudio durante este periodo han sido conservadas en los registros del juicio de Tassi. Siguiendo el ejemplo de Caravaggio, pintaba con frecuencia directamente con modelos. Uno de los testigos del juicio, Giovanni Molli, un peregrino de 73 años de Palermo dijo que había posado para varias pinturas alrededor de 1610 y 1611, incluyendo un San Jerónimo de cuerpo completo. Gentileschi también hizo estudios para un uso posterior; parece haber basado la cabeza de Abraham en el Sacrificio de Isaac, pintado a inicios de 1620, en estudios de la cabeza de Molli hechos más de diez años antes.

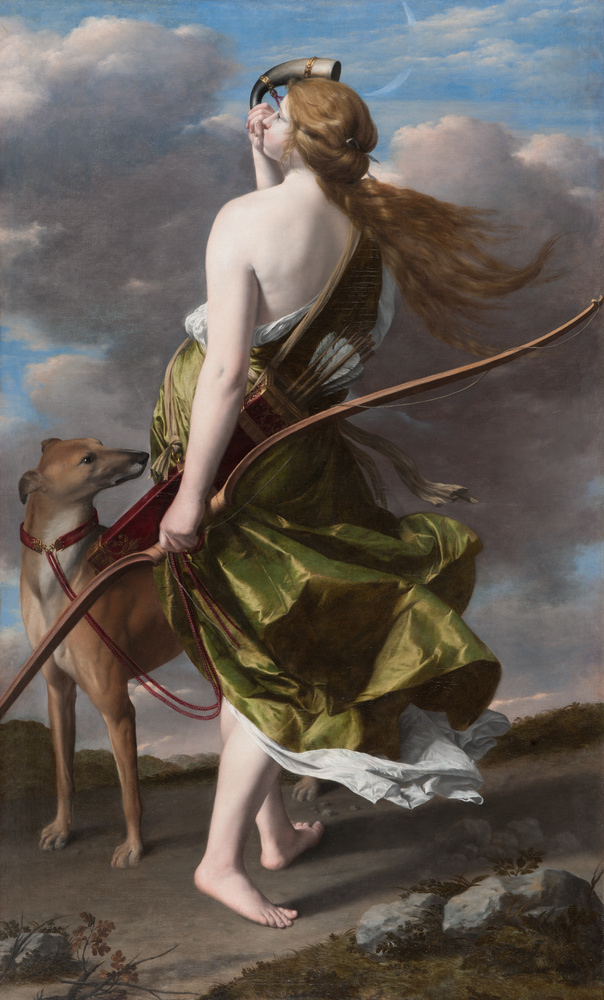
Diana cazadora por Orazio Gentileschi (Museo de Bellas Artes de Nantes).

Entre 1613 y 1619 realizó muchos de sus trabajos para clientes en las Marcas Romanas, en las ciudades de Ancona y Fabriano, mientras su clientela romana parecía menguar.

### Viajes y últimos años
En 1621 se mudó a Génova, por la invitación de Giovanni Antonio Sauli, quien había encargado obras previamente a su hermano Aurelio Lomi. Los trabajos de Gentileschi para Sauli incluyeron una Magdalena, una Danäe y Lot y sus hijas. Encontró otros clientes en la ciudad, incluyendo Marcantonio Doria, para quien llevó a cabo un esquema elaborado de frescos de temas del Antiguo Testamento en un "casino" en los jardines de su palacio en Sampierdarena.
En el verano u otoño de 1624, Gentileschi se fue de Génova a París, a la corte de la reina madre María de Médici. Estuvo ahí por dos años, pero solo una pintura de esa época ha sido identificada, una figura alegórica, la Felicidad Pública, pintada para el Palacio del Luxemburgo, y ahora en la colección del Museo del Louvre.

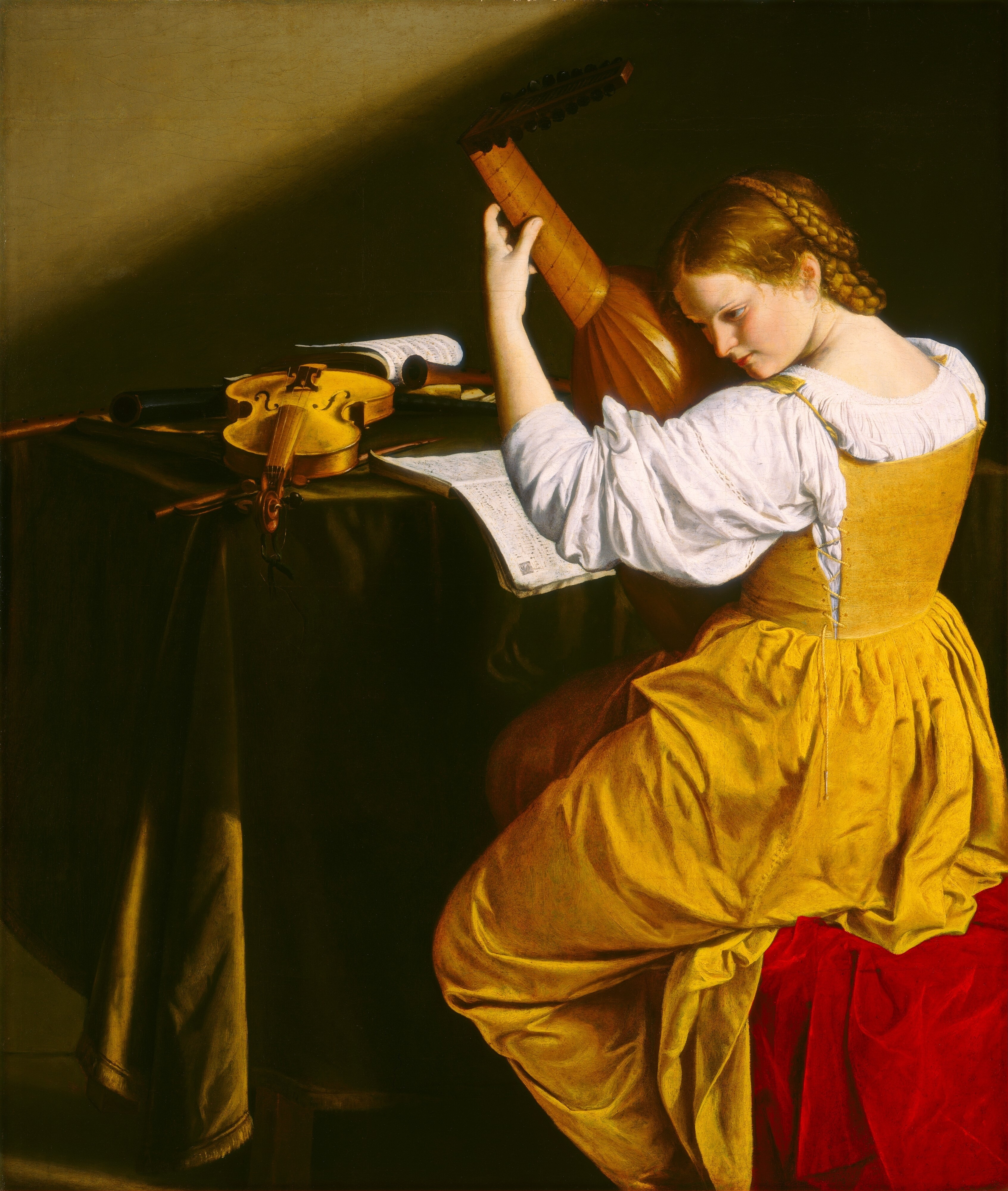
Tañedora de laúd (National Gallery de Washington).

En 1626, Gentileschi, acompañado de sus tres hijos, dejó Francia para ir a Inglaterra, donde formó parte de la casa del primer ministro del rey, George Villiers, primer duque de Buckingham. Permanecería en Inglaterra por el resto de su vida. Una de sus principales obras allí fue una pintura apaisada de Apolo y las musas para la casa recién reconstruida de Buckingham en Londres, York House, en Strand. Ya había recibido cierto grado de patrocinio real cuando sucedió el asesinato de Buckingham en abril de 1628, siendo todas sus comisiones después de este evento por parte de la familia real. Era el artista favorito de la reina Enriqueta María, para quien realizó las pinturas de techos en la casa de la Reina, en Greenwich (después trasladada a Marlborough House, Londres).
Las pinturas de su periodo inglés son más elegantes, artificiosas y pausadas que sus trabajos anteriores; los personajes gesticulan de modo teatral y visten ropajes lujosos. Entre las obras de esta etapa destacan una versión grande (y de diseño enteramente nuevo) de Lot y sus hijas del Museo de Bellas Artes de Bilbao y dos versiones con variantes de Moisés salvado de las aguas (1633), una de las cuales fue enviada a Felipe IV de España. Antes se suponía que este cuadro había sido un regalo de Carlos I, pero ahora se sabe que fue enviado a Madrid por iniciativa del propio Gentileschi, seguramente con la esperanza de que el rey español le favoreciese.
En Inglaterra, Anton van Dyck dibujó un retrato de Gentileschi para incluirlo en su Iconografía, una serie de grabados con las efigies de los principales artistas, estadistas, coleccionistas y eruditos de la época, que pretendía publicar como un conjunto. Este retrato fue grabado por Lucas Vorsterman I y la serie fue publicada en formato de libro tras la muerte de Van Dyck.
Inquieto ante el éxito de Rubens y Van Dyck en Londres, Gentileschi barajó regresar a la Toscana, pero murió en Londres en febrero de 1639, y fue enterrado en la Capilla de la Reina en Somerset House.